# Julia Prilutzky Farny
Julia Prilutzky Farny (Kiev, 1912 - Buenos Aires, 8 de marzo de 2002) fue una poetisa ucraniana naturalizada argentina, siendo en este último país donde desarrolló su carrera literaria

## Vida personal
Su padre era ingeniero y su madre médica, y entre los amigos de ellos estaban Miguel de Unamuno, Benito Quinquela Martín (de quien, años más tarde, escribiría una biografía) y Alfredo Palacios (que era padrino de Julia).
Pasó parte de su niñez en Salamanca, España.
Desarrolló varias actividades, como estudiar piano (fue discípula de Alberto Williams), siguió la carrera de Derecho, y se dedicó al periodismo.
En 1936 fundó el grupo "Veinte Poemas Jóvenes". En 1937 comenzó a trabajar en el diario La Nación. También se desempeñó en las revistas "El hogar", "El mundo" y "Para ti". Fue directora de la revista cultural "Vértice". Entrevistó importantes personalidades como Lin Yutang, el papa Paulo VI y Franklin Delano Roosevelt, entre otros. Durante las décadas del 40 y del 50 se acercó al peronismo, con la instauración de la llamada Revolución Libertadora fue perseguida durante la dictadura de Pedro Eugenio Aramburu  junto con otras personalidades de la cultura: poetas, escritores y periodistas como Leopoldo Marechal, Nicolás Olivari, Fermín Chávez, Arturo Jauretche, Zoilo Laguna, María Granata, etc. Por lo que no pudo trabajar en Argentina hasta la caída de la dictadura de Aramburu y el retorno a la democracia.
En 1972 se publica "Antología del amor", volumen que contenía seis libros editados entre 1939 y 1967. Parte de estos poemas son incorporados a la telenovela "Pablo en nuestra piel", de Alberto Migré. Esto hace que se convierta rápidamente en un "best seller" vendiendo 180.000 ejemplares en cuatro años y 80.000 más en la década siguiente.
Muchos poemas fueron musicalizados por importantes artistas como Héctor Stamponi, Eladia Blázquez y Chico Novarro.
Respecto del éxito de su libro "Antología del amor", comentó:

"No nací ayer para la poesía. Antes de este boom solía vender unos 3000 ejemplares de cada edición, lo que para cualquier poeta es mucho"

Se casó y tuvo dos hijas.

## Obra publicada
- 1936 "Títeres imperiales"
- 1939 "Viaje sin partida"
- 1940 "Intervalo"
- 1949 "La patria"
- 1949 "Comarcas"
- 1967 "No es el amor"
- 1968 "Hombre oscuro"
- 1972 "Antología del amor"
- 1974 "Quinquela Martín, el hombre que inventó un puerto" (biografía)
- 1982 "Dulce y extraño amor"
- 1997 "Como Decir de Pronto... "
- 1998 "Nueva Antología del Amor"

## Premios y reconocimientos
- 1941 Premio Municipal de Poesía.[2]
- Faja de honor de la SADE por "Antología del amor".

Formó parte de la "Real Academia Sevillana de las Letras" y del "Pen Club".